# Rockville (Nebraska)
Rockville és una població dels Estats Units a l'estat de Nebraska. Segons el cens del 2000 tenia 111 habitants.

## Demografia
Segons el cens del 2000, Rockville tenia 111 habitants, 53 habitatges, i 29 famílies. La densitat de població era de 194,8 habitants per km².
Dels 53 habitatges en un 18,9% hi vivien nens de menys de 18 anys, en un 52,8% hi vivien parelles casades, en un 1,9% dones solteres, i en un 43,4% no eren unitats familiars. En el 35,8% dels habitatges hi vivien persones soles el 17% de les quals corresponia a persones de 65 anys o més que vivien soles. El nombre mitjà de persones vivint en cada habitatge era de 2,09 i el nombre mitjà de persones que vivien en cada família era de 2,7.
Per edats la població es repartia de la següent manera: un 19,8% tenia menys de 18 anys, un 3,6% entre 18 i 24, un 24,3% entre 25 i 44, un 29,7% de 45 a 60 i un 22,5% 65 anys o més.
L'edat mediana era de 48 anys. Per cada 100 dones de 18 o més anys hi havia 111,9 homes.
La renda mediana per habitatge era de 27.813 $ i la renda mediana per família de 32.188 $. Els homes tenien una renda mediana de 23.958 $ mentre que les dones 25.625 $. La renda per capita de la població era de 15.708 $. Cap de les famílies i el 8,4% de la població estaven per davall del llindar de pobresa.

## Poblacions més properes
El següent diagrama mostra les poblacions més properes.